# جيرالد كالابريس
جيرالد كالابريس (بالإنجليزية: Gerald Calabrese)‏ مواليد 04 فبراير 1925 - الوفاة 13 أبريل 2015، كان لاعب كرة سلة أمريكي. بدأ مسيرته الاحترافية في سنة 1951. تم اختياره من قبل فريق فيلادلفيا سفنتي سيكسرز خلال الدرافت. بلغ طوله 6 قدم 1 بوصة (1.9 م). اعتزل اللعب في 1952.

## روابط خارجية
- جيرالد كالابريس على موقع إن بي أي (الإنجليزية)
- جيرالد كالابريس على موقع سبورتس رفرنس (الإنجليزية)
- جيرالد كالابريس على موقع كلية كرة السلة في سبورتس رفرنس.كوم (الإنجليزية)
- جيرالد كالابريس على موقع ريلجم (الإنجليزية)
- جيرالد كالابريس على موقع بروبوليرز (الإنجليزية)